# Federico Gattoni
Federico Agustín Gattoni (Buenos Aires, 16 febbraio 1999) è un calciatore argentino, difensore del River Plate in prestito dal Siviglia.

## Carriera
Nato a Buenos Aires, nel 2006 entra a far parte del settore giovanile del San Lorenzo con cui scala le varie selezioni fino all'approdo in prima squadra nel 2020. Il 31 ottobre fa il suo esordio giocando l'incontro di Copa Diego Armando Maradona pareggiato 0-0 contro l'Argentinos Juniors ed il 14 novembre seguente realizza la sua prima rete nella vittoria per 4-1 contro l'Aldosivi.

## Statistiche
Statistiche aggiornate al 19 marzo 2025.
| Stagione           | Squadra            | Campionato         | Campionato | Campionato | Coppe nazionali | Coppe nazionali | Coppe nazionali | Coppe continentali | Coppe continentali | Coppe continentali | Altre coppe | Altre coppe | Altre coppe | Totale | Totale |
| Stagione           | Squadra            | Comp               | Pres       | Reti       | Comp            | Pres            | Reti            | Comp               | Pres               | Reti               | Comp        | Pres        | Reti        | Pres   | Reti   |
| ------------------ | ------------------ | ------------------ | ---------- | ---------- | --------------- | --------------- | --------------- | ------------------ | ------------------ | ------------------ | ----------- | ----------- | ----------- | ------ | ------ |
| gen.-giu. 2020     | San Lorenzo        | PD                 | 0          | 0          | CA+CdL          | 10              | 1               | CS                 | 0                  | 0                  | -           | -           | -           | 10     | 1      |
| 2020-2021          | San Lorenzo        | PD                 | 7          | 0          | CA+CdL          | 9               | 1               | CL+CS              | 6                  | 0                  | -           | -           | -           | 22     | 1      |
| 2021-2022          | San Lorenzo        | PD                 | 25         | 1          | CA+CdL          | 12              | 3               |                    | -                  | -                  | -           | -           | -           | 37     | 4      |
| gen.-giu. 2023     | San Lorenzo        | PD                 | 19         | 1          | CA+CdL          | 1               | 0               | CS                 | 5                  | 1                  | -           | -           | -           | 25     | 2      |
| Totale San Lorenzo | Totale San Lorenzo | Totale San Lorenzo | 51         | 2          |                 | 32              | 5               |                    | 11                 | 1                  |             | 0           | 0           | 94     | 8      |
| 2023-gen. 2024     | Siviglia           | PD                 | 2          | 0          | CR              | 2               | 1               | -                  | -                  | -                  | -           | -           | -           | 4      | 1      |
| gen.-giu. 2024     | Anderlecht         | PL                 | 10         | 0          | CB              | 0               | 0               | -                  | -                  | -                  | -           | -           | -           | 10     | 0      |
| 2024-2025          | River Plate        | PD                 | 6          | 0          | CA              | 1               | 0               | CL                 | 0                  | 0                  | -           | -           | -           | 7      | 0      |
| Totale carriera    | Totale carriera    | Totale carriera    | 69         | 2          |                 | 35              | 6               |                    | 11                 | 1                  |             | 0           | 0           | 115    | 9      |

## Palmàres
- Club Challenge: 1

Siviglia: 2023